# Yōga

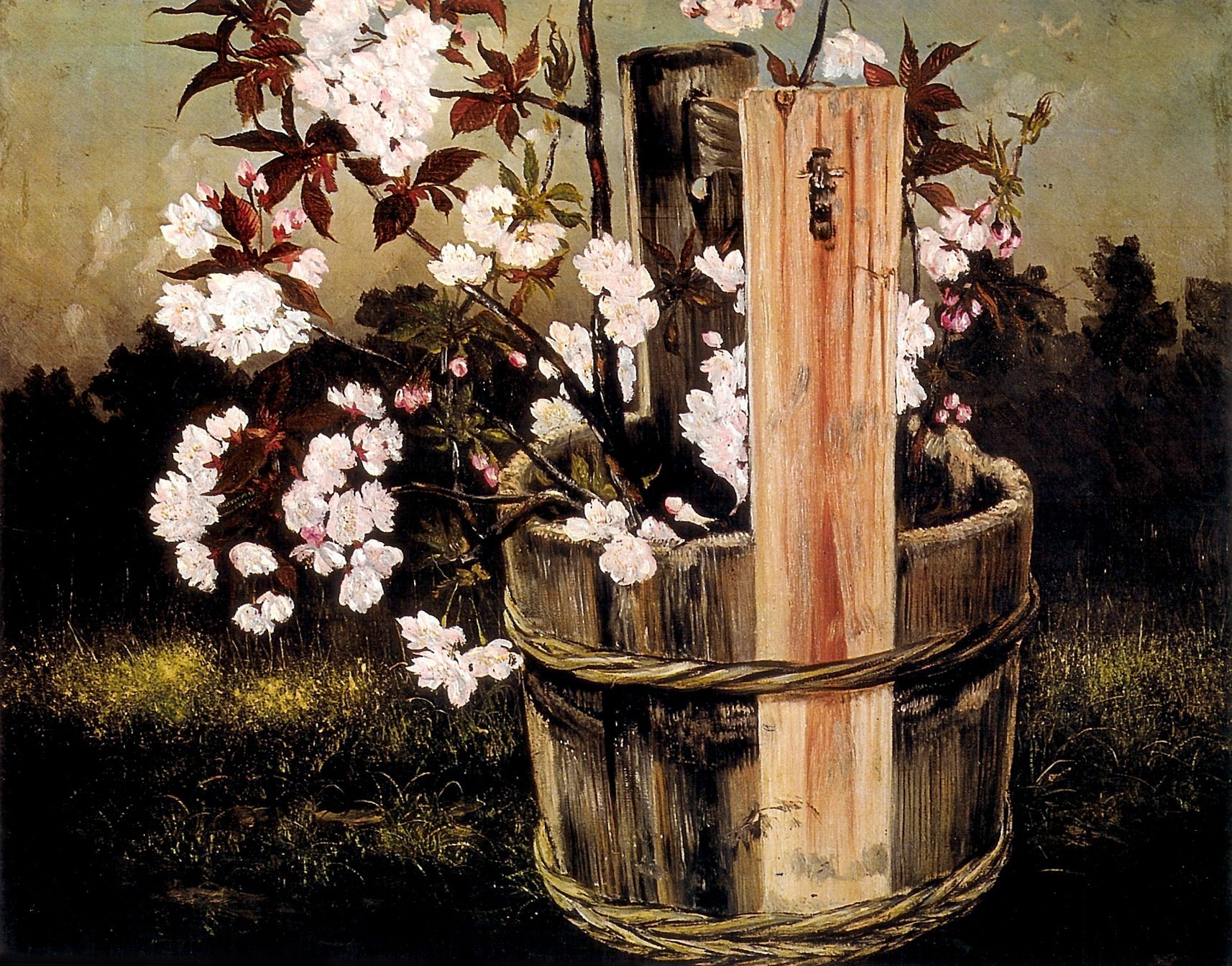
Blumenkorb von Takahashi, 1879

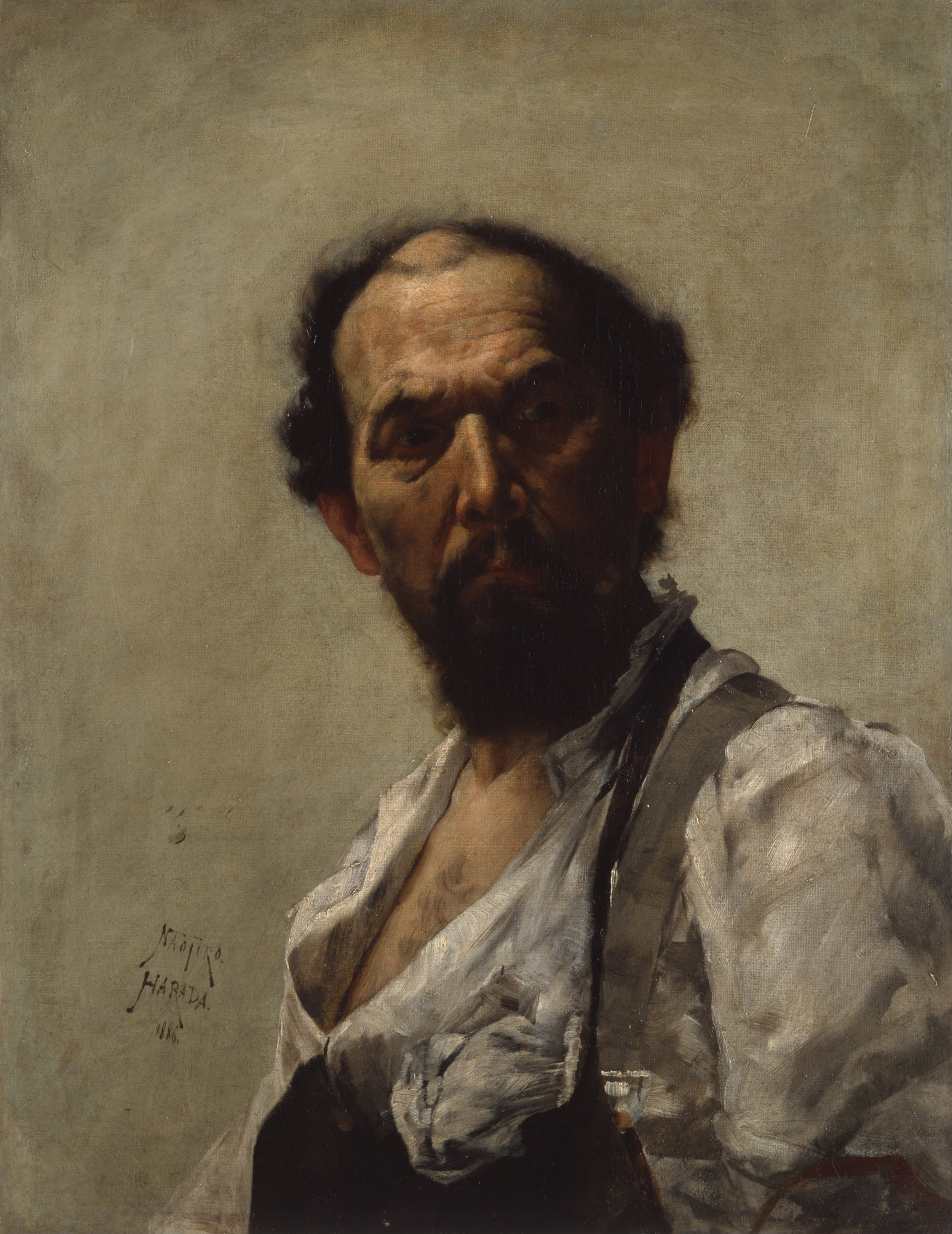
Der alte Schuster von Harada

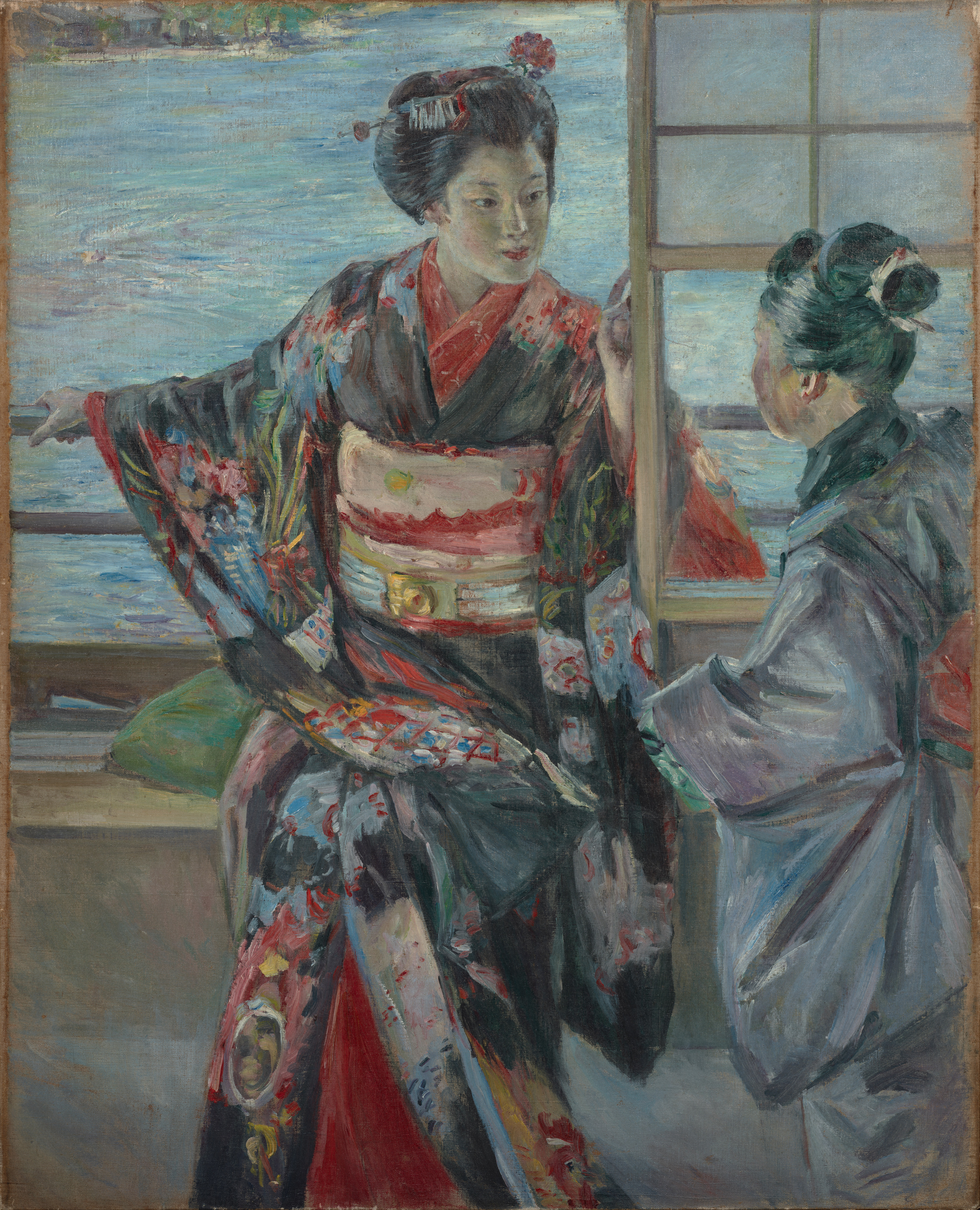
Maiko von Kuroda, 1894

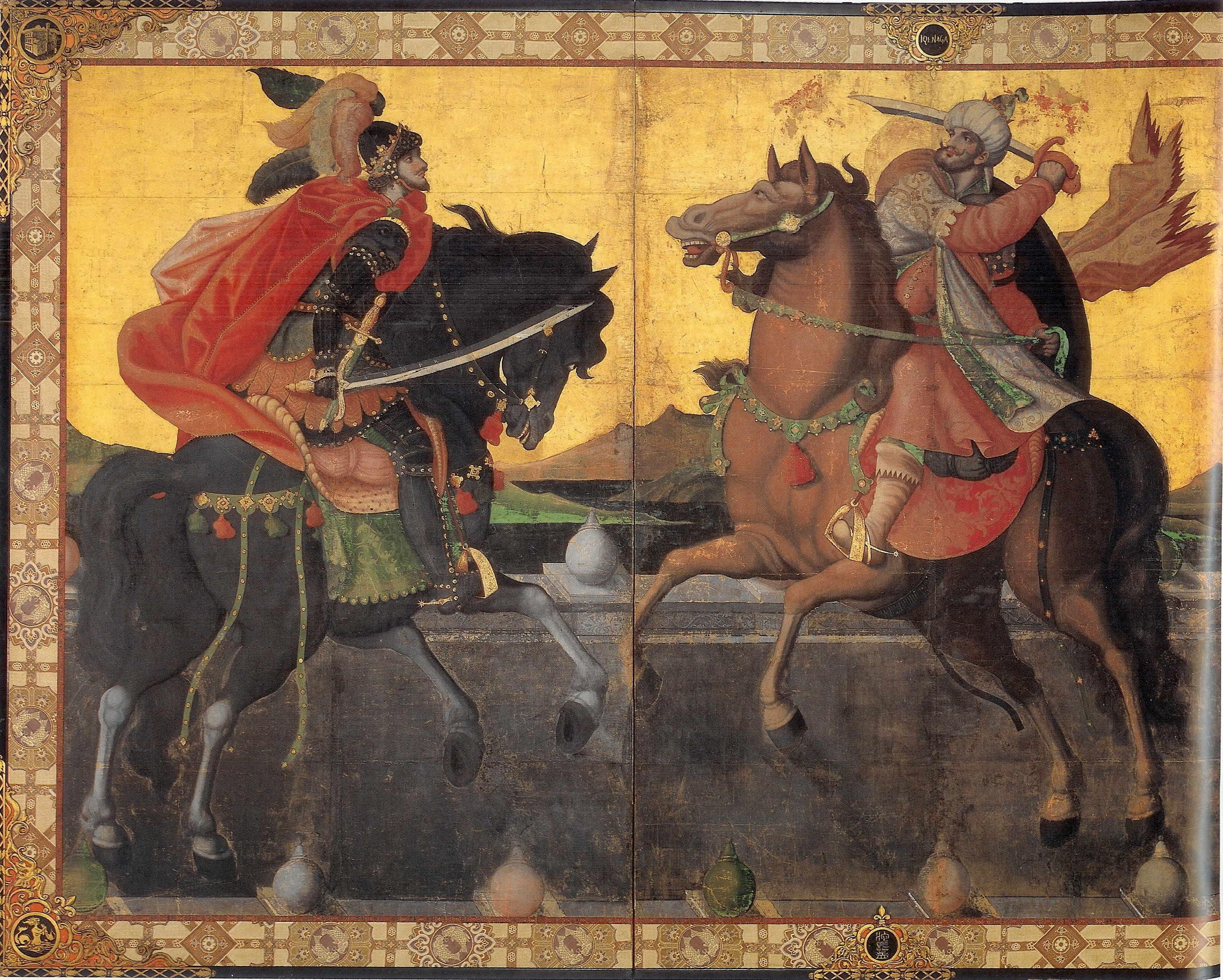
Stellschirm mit Rittern (um 1600), Ausschnitt

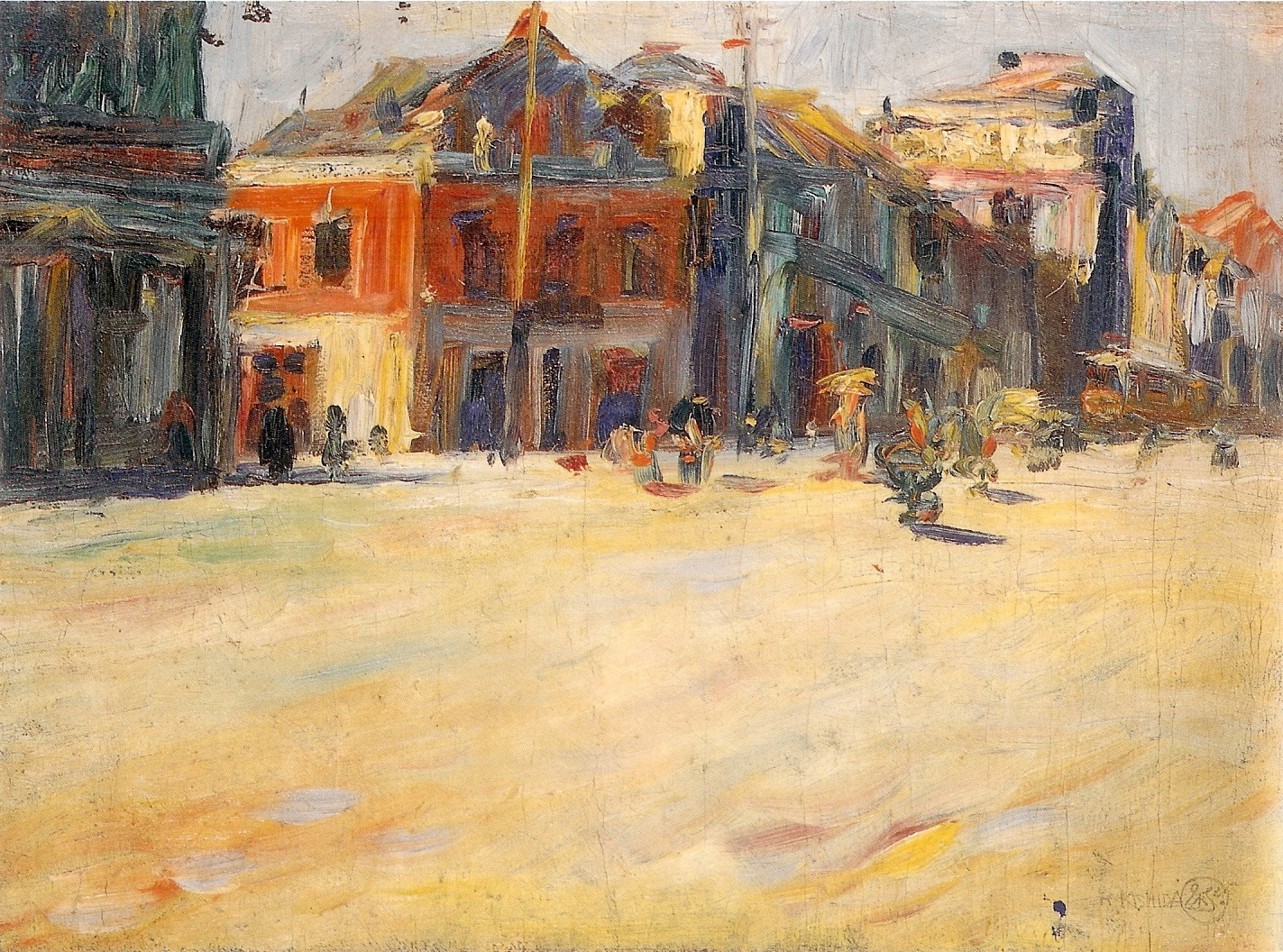
Ginza (Straße in Tōkyō) von Kishida, 1911

Yōga (japanisch 洋画) bezeichnet die japanische Malerei im westlichen Stil nach der Meiji-Restauration 1868. 
Ihr gegenüber stand die Malerei im japanischen Stil, Nihonga. Die in der Meiji-Zeit eingeführte Trennung der Malerei in Nihonga und Yōga mit entsprechend verschiedenen Verzeichnissen in Jahresbüchern und anderen Veröffentlichungen ist bis heute erhalten geblieben. Künstler des ausgehenden 20. Jahrhunderts und nachfolgende Generationen lassen sich nicht eindeutig einer der Stilrichtungen zuordnen.

## Frühere Perioden westlicher Malerei
Unter Anleitung von Jesuiten, die nach 1547 nach Japan kamen, entstanden christliche Bilder im westlichen Stil ebenso wie Stellschirme mit weltlichen, höfischen Szenen. Nach der Landesabschließung war diese Periode zu Ende, aber im Verborgenen sind eine Reihe von Bildern dieser Zeit bis zur Öffnung des Landes erhalten geblieben.
Eine zweite Welle der Beschäftigung mit westlicher Kunst setzte nach 1720 ein, als die Nutzung westlicher Bücher (ausgenommen solcher mit christlichem Inhalt) wieder erlaubt worden war. Einige Maler, wie Maruyama Ōkyo nahmen Elemente der westlichen Malerei wie Schattenbildung auf, experimentierten auch mit der Zentralperspektive, blieben jedoch japanisch geprägt. Andere Maler gingen weiter und malten sogenannte Yōfuga oder Ranga, die stark europäisch realistisch geprägt waren. Einer der ersten dieser Maler war Hiraga Gennai, von dem selbst zwar nur ein Ölbild überliefert ist, der aber die westliche Malkunst in Akita, Akita Ranga, vermittelte. Neben dem Fürsten von Akita, Satake Yoshiatsu (1748–1785), ist vor allem Odano Naotake (1749–1780) zu erwähnen, der später die Illustrationen zur ersten Übersetzung eines medizinischen Lehrbuches anfertigte. Auch Shiba Kōkan (1747–1818) und Aōdō Denzen (1748–1822) gehören zu dieser Künstlergeneration. Ebenfalls hierzu gehörte Kawahara Keiga (1786–?), der für Franz von Siebold in Nagasaki zeichnend und malend tätig war.
1861 kam der Engländer Charles Wirgman als Journalist und Karikaturen-Zeichner nach Japan. Er unterrichtete nebenher auch Ölmalerei. Zu seinen Schülern zählen z. B. Takahashi Yuichi (1828–1894) und Goseda Yoshimatsu (1855–1915). Takahashi Yuichi entwickelte sich selbst als Autodidakt in Japan weiter und orientierte sich an holländischen Malern, Goseda studierte in Paris weiter, er wurde der erste Japaner, der im Pariser Salon ausstellen konnte.

## Meiji-Zeit
Nach der Meiji-Restauration 1868 kam es auf allen Ebenen zu einer Modernisierungswelle, die auch die Malerei erfasste. Als Erstes kümmerte sich das Industrieministerium Kōbu-shō um die bildende Kunst, die als Handwerk verstanden wurde, und errichtete 1876 eine Kunstschule, die Kōbu bijutsu gakkō. Man orientierte sich an der italienischen Kunst und berief den Maler Antonio Fontanesi (1818–1882), den Bildhauer Vincenzo Ragusa (1841–1927) und später den Architekten Giovanni Vincenzo Cappelletti (1847–1887) an die Schule. Fontanesi unterrichtete Freilichtmalerei im Sinne der Schule von Barbizon. Sein bekanntester Schüler war Asai Chū (1856–1907). Anfang 1883 wurde die Schule geschlossen, vermutlich aus Geldmangel.
1887, nach einer Pause von vier Jahren, wurde dann auf Drängen von Okakura Kakuzō und Ernest Fenollosa vom Kultusministerium die Kunst(hoch)schule Tōkyō (Tōkyō bijutsu gakkō) gegründet, die bis 1949 bestand. Erster Direktor der Kunstschule wurde Hamao Arata (1849–1925), 1890 übernahm dann Okakura die Leitung. Während zunächst die Malerei im japanischen Stil Nihonga im Mittelpunkt stand, kam es 1896 zur Gründung einer Abteilung für Malerei im westlichen Stil, Yōga genannt, was in der Folgezeit zu Spannungen führte. 1898 trat Okakura als Direktor zurück und gründete mit seinen Anhängern eine private Kunstschule, das Nihon Bijutsuin.
Für die Yōga-Maler war nun Frankreich das erste Ziel, aber auch Deutschland und Italien wurden zur Aus- oder Weiterbildung aufgesucht. In Paris waren Yamamoto Hōsui (1850–1906) und Kuroda Seiki (1866–1924) aktiv. Auch der etwas jüngere Okada Saburōsuke (1869–1939) kann hierzu gerechnet werden. In Deutschland lebte einige Zeit Harada Naojirō (1863–1899), der mit Mori Ōgai befreundet war. Nach Beendigung seines Studiums in München kehrte er nach Japan zurück, gründete eine private Malschule, starb dann aber früh. Sein in Deutschland gemaltes Bild eines Schusters ist bis heute in Japan bekannt geblieben. Yamamoto gründete nach seiner Rückkehr eine Malschule, aus der u. a. Fujishima Takeji (1867–1943) hervorging, später Professor an der Kunstschule Tōkyō.

## Taishō- und Shōwa-Zeit
Zur nächsten Generation, die dann schon vollständig in Japan ausgebildet wurde, gehören u. a. Kumagai Morikazu (1880–1977), Aoki Shigeru (1882–1911), Takehisa Yumeji (1884–1934), Fujita Tsuguharu (1884–1968), Yorozu Tetsugorō (1885–1927), Koide Narashige (1887–1931), Yasui Sōtarō (1888–1955), Umehara Ryūzaburō (1888–1986), Kishida Ryūsei (1891–1929) und Koga Harue (1895–1933).